# Paralimnophila pallitarsis
Paralimnophila pallitarsis är en tvåvingeart som först beskrevs av Alexander 1929.  Paralimnophila pallitarsis ingår i släktet Paralimnophila och familjen småharkrankar. Inga underarter finns listade i Catalogue of Life.